# Ludwigkop
Der Ludwigkop ist ein markanter Berg in Namibia mit einer Höhe von 2133 m. Der Berg ist Teil der Erosberge und liegt rund 5 Kilometer nördlich der B6 bei Kapps Farm und 20 Kilometer östlich von Windhoek.